# Bookmate
Bookmate es una empresa que ofrece un servicio de streaming para leer libros digitales, cómics y escuchar audiolibros y podcasts bajo un esquema de suscripción. Opera en más de 19 mercados, entre los que se incluyen los países de la CEI, Dinamarca, Noruega, Rusia, Serbia, Singapur, Turquía, y los países hispanohablantes de América Latina.
Tiene catálogos en varios idiomas, incluidos inglés, español, ruso, turco, ucraniano y sueco. La aplicación móvil es compatible con iOS, Android, Windows Phone y teléfonos con funciones, y cuenta también con una versión web accesible desde navegadores. Para 2018 había atraído aproximadamente a 10 millones de lectores a su plataforma y contaba con una base de más de 300,000 suscriptores.

## Historia

### Fundación
La empresa fue fundada en 2010 por Victor Frumkin y Simon Dunlop y tiene su sede central en Londres.
Fue lanzada como un servicio de streaming que ofrecía a sus usuarios un catálogo de libros digitales, tanto de manera gratuita como por suscripción y enfocado a mercados con una alta tasa de piratería de libros como Rusia. Desde entonces, se consolidó como el principal competidor en los servicios de streaming rusos, logrando acuerdos con grandes distribuidoras de libros tanto nacionales como internacionales. Cinco años después de su lanzamiento, la participación de Bookmate en el mercado de libros digitales en Rusia, y países como Kazajistán y Azerbaiyán, fue del 4% y daba acceso a 400,000 libros de 300 editoriales en todo el mundo.
Fue lanzada como una app de lectura en mercados con una alta tasa de piratería de libros como Rusia. La idea según sus creadores era construir un producto de calidad por el que los usuarios estarían dispuestos a pagar además de ofrecer la alternativa de funcionar como una red social de lectores. 
Bookmate comenzó con un fondo semilla de 500,000 dólares y ha conseguido dos financiamientos más: en junio de 2011 la compañía obtuvo 3 millones de dólares de Ulmart y Essedel, y para mayo de 2014 otros 3 millones de dólares de Ulmart. 

### Expansión a otros mercados
A partir de 2014 se convirtió en el principal distribuidor de libros electrónicos en Rusia y comenzó su expansión hacia Asia (Singapur, Indonesia, Turquía), Europa (Dinamarca, Suecia, Holanda, Serbia, Macedonia, Croacia) y América Latina. Obtuvo contratos con corporaciones de telecomunicaciones globales. Aunque desde 2015 ya estaba disponible para lectores de países latinoamericanos, la oficina regional comenzó a operar en la Ciudad de México en 2017 y desde ahí ha continuado con su expansión en países como Argentina, Colombia, Chile, Perú, y otras naciones hispanohablantes; además de que el servicio está disponible en España y Estados Unidos.

## Funcionamiento de la app
Bookmate opera a través de un modelo de suscripción que, además de libros digitales, incluye audiolibros, cómics, y podcasts. El servicio cuenta con apps compatibles para Android, iOS y una aplicación web que funciona desde su sitio principal.
La aplicación tiene funciones similares a las de otros servicios de streaming: es posible crear dentro de ella ‘playlists’ de libros llamadas estanterías. Su lector tiene otras funciones como subrayar, guardar y tomar notas o personalización de la tipografía, el tamaño y el color del fondo. Su catálogo hace uso de un algoritmo que hace recomendaciones basadas en los gustos literarios de los usuarios, pero también se basa en la curaduría hecha por sus equipos locales. También incluye funciones propias de una red social que permite intercambiar opiniones y citas de los libros entre los usuarios.
En abril de 2014 Bookmate recibió el Publishing for Digital Minds Innovation Award durante la Feria del Libro de Londres.

## Contenido
Cuenta con más de un millón de libros en más de 19 idiomas, entre los que destacan los más de 250,000 libros en inglés que tiene la plataforma, mientras que en español cuenta con casi 45,000 títulos. Además hay más de 600 editoriales, Bookmate se caracteriza por incluir editoriales independientes en su plataforma y por apoyar a los editores en la digitalización de su contenido de manera gratuita. 
La compañía tiene acuerdos de distribución con Ingram, Vearsa, Diversion Books, Head of Zeus, Legend Press, Casemate, HarperCollins, Bloomsbury y Faber Factory . En América Latina también trabajan con Anagrama, Acantilado, Almadía, Era Ediciones, Paraíso Perdido, Gustavo Gili, Malpaso, siglo XXI, Nórdica, El Colegio de México, Sexto Piso y muchas otras editoriales independientes.

### Contenido original
En 2017 Bookmate empezó a producir contenidos originales en Rusia, después de adquirir parte de la editorial Individuum, especializada en ensayos y no-ficción, y la creación de un sello propio, Popcorn Books, especializado en literatura juvenil. Desde entonces, Bookmate ha llevado a cabo la producción de contenidos exclusivos, tanto en ebook como en audiolibro, que sólo se pueden leer en su plataforma. Entre los más de 300 títulos publicados por Bookmate Originals en ruso se encuentran obras de escritores como Borís Akunin, Liudmila Ulítskaya, Eduard Limónov, Timur Kibirov u Oleg Navalni, hermano del político Alekséi Navalni.
Esta iniciativa se ha replicado en otros países donde opera Bookmate: crear y contratar contenidos originales. En América Latina han aparecido coediciones como por ejemplo Ää: manifiestos sobre la diversidad lingüística, de Yásnaya Elena Aguilar Gil (coeditada junto a Editorial Almadía), que fue nombrado el mejor libro de 2020 por la revista Time Out México o El cuarto jinete de Verónica Murguía, en coedición con Ediciones Era, publicado en 2021. 

## Alianzas con compañías telefónicas
Bookmate se asocia con operadores móviles y fabricantes de equipos originales como Indosat en Indonesia, Yotaphone en Rusia, StarHub en Singapur, Kcell en Kazajistán, Azercell en Azerbaiyán, Telmore y Yousee en Escandinavia y Personal en Argentina para preinstalaciones y facturación del operador en teléfonos móviles y otros dispositivos móviles.